# Patof raconte (livre)
 (février 2025).
Motif : Absence de sources
- Archive Wikiwix
- Bing
- Cairn
- DuckDuckGo
- E. Universalis
- Gallica
- Google
- G. Books
- G. News
- G. Scholar
- Persée
- Qwant
- (zh) Baidu
- (ru) Yandex
- (wd) trouver des œuvres sur Wikidata

| 1. | Préciser le motif de la pose du bandeau. | Précisez le motif de la pose du bandeau en utilisant la syntaxe suivante : {{admissibilité à vérifier\|date=août 2025\|motif=remplacez ce texte par le motif}}                             |
| 2. | Informer les utilisateurs concernés.     | Pensez à avertir le créateur de l'article, par exemple, en insérant le code ci-dessous sur sa page de discussion : {{subst:avertissement admissibilité à vérifier\|Patof raconte (livre)}} |

Patof raconte est le deuxième album de la série de livres jeunesse Patof, créée par Gilbert Chénier (scénario) et Jean-Guy Lemay (dessin). 
L'album a été publié en décembre 1972.

## Synopsis
Patof se retrouve face à une situation d'urgence alors qu'un violent incendie ravage la forêt, mettant en danger ses amis les animaux. Tous les membres du Cirque Patof se mobilisent pour venir en aide, notamment la cartomancienne Madame Sauratout, les acrobates « Les Fabuleux Risquetout », le géant Pandemur, l'homme élastique Sétir, les deux nains Fromage et Chocolat, ainsi que le dompteur Monsieur Desfauves.